# Deciseconde
De deciseconde is een tijdseenheid die gelijk is een een tiende van een seconde.
Het wordt afgekort ds.
1 ds = 0,1 s = 1×10−1 s
Gewone stopwatches meten de verstreken tiende seconden. Dit is belangrijk bij sportwedstrijden.
Ter vergelijking: Het komt overeen met de duur van een enkele oogwenk (het snel knipperen van de oogleden).